# 小坂由佳
もしかして
- 小阪由佳

ではありませんか？